# Пентафосфид диниобия
Пентафосфид диниобия — неорганическое соединение металла ниобия и фосфора 
с формулой Nb2P5,
тёмно-серые кристаллы,
не растворимые в воде.

## Получение
- Спекание порошкообразного ниобия и красного фосфора под давлением с последующем охлаждением, а затем снятие давления:

{\displaystyle {\mathsf {2Nb+5P\ {\xrightarrow {1000-1050^{o}C,\ 3-5GPa}}\ Nb_{2}P_{5}}}}

## Физические свойства
Пентафосфид диниобия образует тёмно-серые кристаллы
ромбической сингонии
пространственная группа P nma,
параметры ячейки a = 1,6742 нм, b = 0,33499 нм, c = 0,7912 нм, Z = 4
.
Не растворяется в воде.